# 935
935 је била проста година.

## Догађаји
- Пролеће – Арнулф Лоши Баварски напада Италију, прелазећи кроз Горњи Адиђе (савремени Тирол). Он наставља према Верони да се придружи својим присталицама. Краљ Иго од Провансе води бургундску војску против њега и побеђује Арнулфа код Госоленга, приморавајући га да се врати у Баварску.
- Лето – Фатимидски калиф ал-Каим шаље поморску експедицију под командом Јакуба ибн Исхака ал-Тамимија да изврши препад на обалу Провансе и Лигурије, пљачкајући Ђенову 16. августа и нападајући Пизу. Јакуб такође врши рацију на Корзику и Сардинију пре него што се враћа у Махдију са око 8.000 затвореника.
- 28. септембар – Вацлава I, војводу од Чешке убија група племића предвођених његовим братом Болеславом I („Окрутни“), који га је наследио.
- Кордоба, главни град Ал Андалуза, постаје највећи град на свету, преузимајући вођство од Багдада, главног града Абасидског калифата.
- Лето - Мухамед ибн Тугџ ал Икшид је именован за гувернера и постаје владар Египта и делова Сирије (или Леванта). Он покреће кампању против свог ривала Ахмада ибн Кајгала копном и морем: поморске снаге заузимају Тинис, а ибн Кајгала је приморан да се повуче. Ибн Тугџ улази у Фустат, чинећи га својом престоницом, и оснива династију Икхшидида.
- Зири ибн Манад је постављен за гувернера централног Магреба. Покреће изградњу тврђаве Ашир, у близини Медеје (савремени Алжир).
- Емира Мардавија, оснивача династије Зијарида, убили су његови турски робови. Наследио га је његов брат и генерал Вушмгир, који је крунисан као нови зијаридски владар у Реју (савремени Иран).
- Март – Краља Кјон Хвона из Латер Баекјеа свргнуо је његов најстарији син Кјон Син-Гом (који је крунисан 15. новембра) и стављен у затвор, али је успео да побегне.
- Краљ Гјеонгсун, последњи владар Уједињене Силе, формално се предаје и абдицира у корист Таејоа од Горјеа. Ово довршава Таејоово уједињење Кореје, доводећи до краја династију Сила.
- Ки но Цурајуки се враћа у Кјото из провинције Тоса, путовање које постаје основа најранијег преживелог јапанског поетског дневника, названог Тоса Ники (Дневник Тоса).
- Папа Јован XI, син римске владарке Марозије, умире у Риму после четворогодишње владавине, стар између 25 и 27 година.

## Смрти
- Арета Кесаријски
- Вацлав I, војвода Чешке
- Папа Јован XI
- Трпимир II